# Głazica
Głazica (dodatkowa nazwa w j. kaszub. Glôzëca) – wieś kaszubska w Polsce położona w województwie pomorskim, w powiecie wejherowskim, w gminie Szemud.
Wieś królewska w starostwie puckim w powiecie puckim województwa pomorskiego w II połowie XVI wieku. W latach 1975–1998 miejscowość administracyjnie należała do województwa gdańskiego.

## Integralne części wsi
| SIMC    | Nazwa    | Rodzaj    |
| ------- | -------- | --------- |
| 1015541 | Kąty     | część wsi |
| 1015587 | Lelki    | część wsi |
| 1015647 | Migłówko | część wsi |
| 1015699 | Olszewce | część wsi |